# جيري غولدسميث
جيري غولدسميث (بالإنجليزية: Jerry Goldsmith)‏ ، من مواليد 10 فبراير 1929 ، وتوفي بتاريخ 21 يوليو 2004 ، وهو موسيقي سينمائي أمريكي ، شارك بعدة أفلام ومسلسلات ، ومنها فيلم لوني تونز: باك إن أكشن عام 2003.

## وصلات خارجية
- جيري غولدسميث على موقع IMDb (الإنجليزية)
- جيري غولدسميث على موقع ألو سيني (الفرنسية)
- جيري غولدسميث على موقع ميوزك برينز (الإنجليزية)
- جيري غولدسميث على موقع أول موفي (الإنجليزية)
- جيري غولدسميث على موقع بوكس أوفيس موجو (الإنجليزية)
- جيري غولدسميث على موقع قاعدة بيانات الأفلام السويدية (السويدية)
- جيري غولدسميث على موقع إن إن دي بي (الإنجليزية)
- جيري غولدسميث على موقع أول ميوزيك (الإنجليزية)
- جيري غولدسميث على موقع ديسكوغز (الإنجليزية)
- جيري غولدسميث على موقع قاعدة بيانات الفيلم (الإنجليزية)
- قالب:Memory Alpha
- Jerry Goldsmith Online
- StarTrek.com Creative Staff Profile
- Jerry Goldsmith at Soundtrackguide.net
- Jerry Goldsmith at The Danish Filmmusic Society (DFS)
- Jerry Goldsmith Discography at SoundtrackCollector.com
- Jerry Goldsmith at Epdlp
- Jerry Goldsmith Film Music Society
- Sammy Lifetime Achievement Award
- قالب:EmmyTVLegends name